# Museo Nacional de Australia
El Museo Nacional de Australia, ubicado en la ciudad de Canberra, provee una plataforma para explorar la historia y cultura de Australia. Fue establecido formalmente por la Ley del Museo Nacional de Australia de 1980. El museo no tuvo un hogar permanente hasta el 11 de marzo de 2001, cuando se inauguró oficialmente su sede, la cual está en el suburbio de Acton, al lado de la Universidad Nacional Australiana.
Las colecciones del museo representan 50.000 años de patrimonio indígena, asentamientos desde 1788 y eventos clave, como la Creación de la Federación en 1901 y los Juegos Olímpicos de 2000 en Sídney. El museo también desarrolla y viaja exposiciones sobre temas que van desde los bushrangers hasta el Salvamento y socorrismo.
El Centro de Investigación del museo tiene un enfoque interdisciplinario de la historia, asegurando que el museo sea un foro animado para ideas y debates sobre el pasado, el presente y el futuro de Australia. Además, el uso innovador de las nuevas tecnologías por parte del museo ha sido fundamental para su creciente reputación internacional en la programación de divulgación, en particular con las comunidades regionales.